# سیاه و سفید (فیلم ۲۰۰۸)
سیاه و سفید (ایتالیایی: Bianco e nero) فیلمی در ژانر کمدی رمانتیک به کارگردانی کریستینا کومنچینی است که در سال ۲۰۰۸ منتشر شد. از بازیگران آن می‌توان به آمبرا آنجولینی، اریک ابوآنی، ترزا ساپونانجلو و کاتیا ریچارلی اشاره کرد.